# Hrvatska na ZOI 1994.
Hrvatska je na Zimskim olimpijskim igrama u Lillehammeru 1994. nastupila sa svega tri sportaša u dvije discipline skijanja: alpskom te nordijskom skijanju. Iako je ovaj nastup po ostvarenim rezultatima bio tek simboličan, njegova je važnost u čuvanju kontinuiteta nastupa samostalne Hrvatske na ZOI.

## Predstavnici
Hrvatsku olimpijsku delegaciju predstavljala su 3 natjecatelja u alpskom i nordijskom skijanju. Na svečanom otvaranju hrvatsku zastavu je nosio skijaš Vedran Pavlek.

## Svi rezultati hrvatskih olimpijaca

### Alpsko skijanje
- Vedran Pavlek
  - superveleslalom: 41. mjesto
  - veleslalom: bez plasmana

### Nordijsko skijanje
- Siniša Vukonić
  - trčanje 10 km: 56. mjesto
  - trčanje 15 km: 44. mjesto
  - trčanje 30 km: 44. mjesto
  - trčanje 50 km: 54. mjesto
- Antonio Rački
  - trčanje 10 km: 79. mjesto
  - trčanje 15 km: 71. mjesto
  - trčanje 30 km: 62. mjesto
  - trčanje 50 km: 52. mjesto